# Den Midtatlantiske Ryg
Den Midtatlantiske Ryg er en kolossal undersøisk bjergkæde, der strækker sig fra Grønlandshavet i nord til Antarktis i syd. Den er dannet ved havbundsspredning på grænsen mellem oceanbundspladerne, som fjerner sig fra hinanden med 3-4 cm om året og herved bringer Atlanterhavet til at vokse. Dannelsen begyndte for ca. 175 millioner år siden. Flere steder forekommer der vulkanisme. Pladegrænsen går hen over Island og ligger altså over havniveau. Også her findes vulkansk aktivitet.